# Pittore di Phrynos
Pittore di Phrynos (fl. 560 a.C./ 540 a.C.) è il nome convenzionale assegnato da John Beazley per indicare un ceramografo attico, autore della decorazione pittorica di un kylix plasmato e firmato dal vasaio Phrynos, trovata a Vulci e conservata al British Museum. Questo manufatto è considerata una delle più belle coppe della serie dei Piccoli maestri, il gruppo di ceramografi al quale il Pittore di Phrynos appartiene.

## Opere attribuite

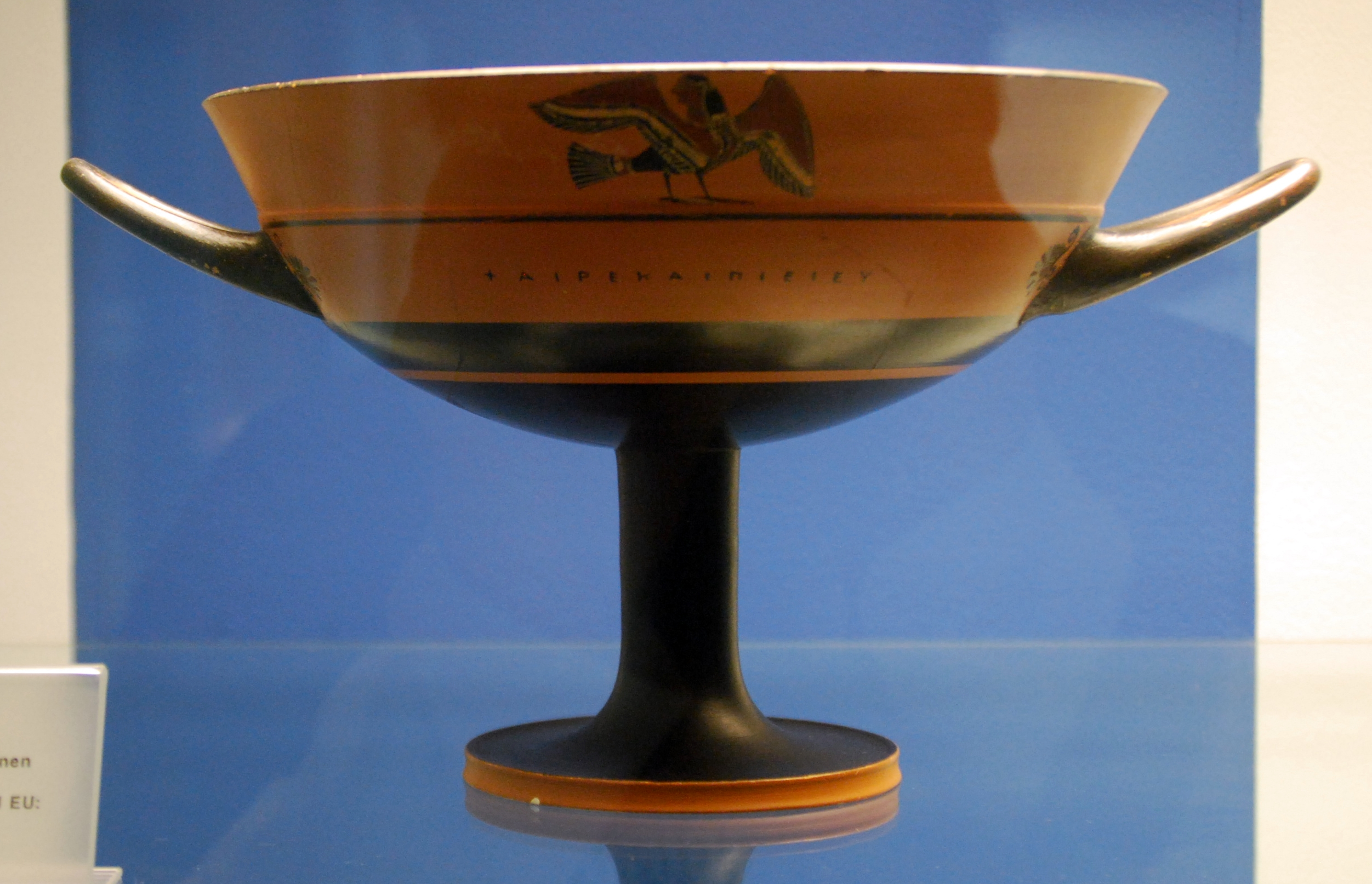
Coppa attica a figure nere. Pittore di Phrynos, circa 560/550 aC; Museum August Kestner di Hannover.

Al Pittore di Phrynos sono state attribuite su base stilistica alcune kylikes e due anfore.
La kylix del British Museum è priva del piede originale; sull'invaso esterno oltre alle palmette nei pressi delle anse troviamo le minute iscrizioni frequentemente presenti su questo tipo di coppa: da un lato la firma del vasaio e dall'altro un saluto al bevitore. Al di sopra di una sottile linea nera che segna l'articolazione tra invaso e labbro i soggetti rappresentati sono la nascita di Atena dal capo di Zeus (soggetto presente per la prima volta in Attica sulla pisside del Pittore C al Louvre) e la presentazione di Eracle in Olimpo da parte di Atena. Sul labbro della kylix le scene sono ridotte al minimo, con il minor numero di figure possibile, ma non perdono per questo forza narrativa e senso del movimento. Ogni dettaglio è accurato e vivace ed è per ottenere questo effetto all'interno di uno spazio così ristretto che le figure sono disegnate in modo leggermente sproporzionato.
Tra le altre opere attribuite al Pittore di Phrynos vi è una lip cup in Vaticano. La parte esterna è decorata esclusivamente con le iscrizioni nella fascia tra le anse, mentre il fulcro della decorazione si concentra nel tondo interno che reca il gruppo con il recupero del corpo di Achille da parte di Aiace.